# Multiusos Gondomar
Multiusos de Gondomar ist eine Mehrzweckhalle in der nordportugiesischen Stadt Gondomar. Sie wurde nach Plänen des Architekten Álvaro Siza Vieira errichtet und am 28. Juni 2007 durch den portugiesischen Finanzminister Teixeira dos Santos eröffnet. Die Baukosten beliefen sich auf 20 Millionen Euro.
Die Halle verfügt über eine Nutzfläche von 53.000 m², davon 9483 m² überdacht, und eine Zuschauerkapazität von 4400 Sitzen (mit Stehplätzen 8000). Sie dient zur Austragung verschiedener Sportveranstaltungen sowie von Ausstellungen und Musikkonzerten. 2007 fand hier die Futsal-Europameisterschaft statt.
Vom 7. bis 17. Juli 2022 war Gondomar einer von drei Austragungsorten der Männer-M20-Handball-Europameisterschaft 2022.